# 太拥镇
太拥镇，是中华人民共和国贵州省黔东南苗族侗族自治州剑河县下辖的一个乡镇级行政单位。
2013年2月22日，贵州省人民政府批复同意撤销太拥乡，设置太拥镇。

## 行政区划
太拥镇下辖以下地区：
太拥村、太坪村、乌拥村、寨甩村、半溪村、白道村、昂英村、旁洞村、阳白村、翁王村、展么村、南良村、柳开村、柳丰村、柳金村、柳落村、上久仪村、下久仪村、久大村、南东村、巫吉村、巫连村、九连村和打菜村。

## 中国传统村落
2013年8月，太坪村、九连村被评为第二批中国传统村落。